# هری اسمیت (روزنامه‌نگار)
هری اسمیت (انگلیسی: Harry Smith؛ زادهٔ ۲۱ اوت ۱۹۵۱) یک روزنامه‌نگار مشهور اهل ایالات متحده آمریکا است که برای ان‌بی‌سی نیوز، ام‌اس‌ان‌بی‌سی و سی‌ان‌بی‌سی کار می‌کند و مدتی نیز مجری سی‌بی‌اس نیوز بود.
از فیلم‌ها یا مجموعه‌های تلویزیونی که وی در آن‌ها نقش داشته است می‌توان به بیوگرافی اشاره نمود.